# Usman ibn Affan
Usman ibn Affan, arab. ‏عُثْمَانُ بْنُ عَفَّانَ‎ (ur. w Mekce, zm. 17 czerwca 656 w Medynie) – trzeci „kalif prawowierny”, panujący w latach 644 do 656.
Usman był członkiem potężnego rodu Umajjadów i jednym z pierwszych nawróconych na islam. Ponieważ był pierwszą osobą nawróconą na nową religię o tak wysokim społecznym statusie, Mahomet darzył go szczególnymi względami, co objawiło się m.in. w oddaniu mu za żony dwóch córek Proroka, Rukajji i Umm Kulsum. Ciesząc się jednocześnie poparciem pobożnych muzułmanów, jak i dawnej mekkańskiej arystokracji, po śmierci Umara w roku 644 Usman został wybrany na kalifa. Chociaż udało mu się kontynuować podboje Umara, to jednak okazał się słabym władcą, skoncentrowanym przede wszystkim na umacnianiu pozycji swojego rodu, który zajął wszystkie najważniejsze stanowiska w państwie. Ta polityka niekontrolowanego nepotyzmu doprowadziła do wybuchu buntu i Usman zginął zamordowany przez rebeliantów w swoim pałacu w roku 656. To szokujące dla współczesnych wydarzenie dało początek późniejszym podziałom w dotychczas jednolitej społeczności muzułmanów. W muzułmańskiej tradycji Usman zapisał się także jako władca, który doprowadził do zredagowania kanonicznej wersji „Koranu”. Późniejsi sunnici zaliczyli Usmana do czterech kalifów prawowiernych, natomiast szyici ostatecznie odrzucili Usmana jako uzurpatora bezprawnie dzierżącego władzę należną Alemu.

## Życiorys

### Usman jako towarzysz Mahometa i wybór na kalifa
Był synem Affana ibn Abi al-Asa z rodu Umajjadów i Arwy bint Kurajz, której matką była Umm Hakim bint Abd al-Muttalib, ciotka Mahometa. Usman był bardzo bogatym kupcem i jedną z pierwszych osób nawróconych na islam. Był pierwszym muzułmaninem o tak wysokim społecznym statusie i ze względu na znaczenie jego poparcia dla nowej religii Mahomet darzył go szczególnymi względami, co objawiło się szczególnie w oddaniu mu za mąż swojej córki, Rukajji. Miał wziąć udział w dwóch pierwszych emigracjach (hidżra) do Abisynii, a następnie być jednym z muhadżirów w Medynie. Nie brał udziału w bitwie pod Badrem, ponieważ za zgodą Proroka miał zajmować się chorą Rukajją. Pomimo tego Mahomet przyznał mu udział w łupach zdobytych podczas starcia. Kiedy Rukajja ostatecznie zmarła, Usman ożenił się z inną córką Proroka, Umm Kulsum. Uciekł z pola bitwy pod Uhudem, co miało być mu wybaczone przez koraniczne objawienie. Według Wilferda Madelunga „kiedy tylko było to możliwe do uzasadnienia, Prorok uwalniał go od obowiązku walki w bitwie i powierzał mu inne zadania”. 
Usman służył wczesnomuzułmańskiej wspólnocie przede wszystkim hojnie wspierając jej przedsięwzięcia swoim ogromnym majątkiem oraz korzystając ze swojej społecznej pozycji jako negocjator akceptowany przez mekkańską arystokrację, szczególnie podczas zawierania układu z al-Hudajbijji. W sumie zarówno za życia Mahometa, jak i rządów jego następców, Abu Bakra (632 – 634) i Umara (634 – 644), Usman nie pełnił szczególnie aktywnej roli.
Pomimo to wysoka pozycja Usmana wśród pierwszych muzułmanów była niepodważalna, przede wszystkim z racji jego związków z Prorokiem. Umar przed swoją śmiercią zdecydował, że jego następcę wybierze spośród siebie sześcioosobowa rada (szura), złożona wyłącznie z muhadżirów, i obok Alego (656 – 661), Zubajra, Talhy, S’ad ibn Abi Wakkasa oraz Abd ar-Rahmana ibn Aufa, w jej składzie znalazł się także Usman. Najpoważniejszym kandydatem na kalifa wydawał się Ali, najbliższy krewny i zięć Mahometa. Usman w czasie procesu elekcji pozostał całkowicie bierny i nie wysunął własnej kandydatury. Pomimo to to on właśnie został wybrany kalifem, ponieważ z jednej strony, podobnie jak Ali był jednym z pierwszych muzułmanów i cieszył się bliskimi związkami z Prorokiem, natomiast z drugiej strony, w przeciwieństwie do niego, jako członek potężnego rodu Umajjadów, cieszył się ponadto niezachwianym poparciem mekkańskiej arystokracji.

### Kalif

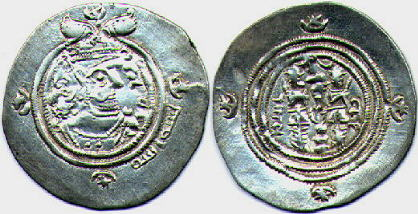
Pierwsze muzułmańskie monety wybite za kalifatu Usmana. Są to monety sasanidzkie, z podobizną Jezdegerda III, dodano na nich jedynie formułę basmali

Według Madelunga szczególne względy jakimi cieszył się u Mahometa oraz ogólne poparcie jego wyboru przez Kurajszytów sprawiły, że Usman uważał iż posiada szczególny tytuł do rządzenia, zaś „bycie wyniesionym na najwyższe stanowisko bez jakiegokolwiek zabiegania o to z jego strony ewidentnie wzmocniło w nim przekonanie że został wybrany i ustanowiony przez Boga”. Przejawiło się to m.in. w tym, że zerwał z tradycją używania tytułu „zastępca wysłannika Boga” (chalifat rasul Allah), zamiast tego wprowadzając kalifacki tytuł w formie po prostu „zastępcy Boga” (chalifat Allah). „Ten nowy tytuł stał się standardem za czasów Umajjadów. Kalif rządził teraz z łaski Boga i jako Jego przedstawiciel na Ziemi, a nie jako zastępca Wysłannika Boga [tj. Mahometa]. W związku z tym nie istniała kwestia rezygnacji Usmana, kiedy stracił on zaufanie tych, którzy poparli jego wybór”.
Bardzo szybko po swoim wyborze Usman zapoczątkował działania, które spowodowały, że zaczęto go oskarżać o nepotyzm w stosunku do swojego rodu. Swobodnie dysponował on piątą częścią łupów wojennych, która zgodnie z „Koranem” należała się Prorokowi (chums), a przez Abu Bakra została uznana za udział muzułmańskiego państwa. Usman natomiast przyznał udział z łupów z Ifrikijji swojemu kuzynowi Marwanowi ibn al-Hakamowi (684 – 685). Także oazę w Fadaku i posiadłość w dolinie Mahzur w okolicy Medyny, stanowiącą niegdyś majątek Mahometa, a przez Abu Bakra zaliczone do sadaka, czyli funduszu na rzecz całej wspólnoty muzułmańskiej, zostały przez Usmana oddane odpowiednio Marwanowi i jego bratu Harisowi. Według Az-Zuhriego w odpowiedzi na krytykę tych posunięć Usman miał odwołać się do wersetów „Koranu” nakazujących Prorokowi przekazywanie części należnych mu dochodów swoim krewnym. Tym samym Usman nie tylko uznał się za spadkobiercę szczególnych praw Mahometa, ale także traktował swój ród tak, jakby ten był rodem Proroka, okazjonalnie wypłacając jego członkom ze skarbu państwa ogromne sumy według własnego uznania. Jeszcze poważniejsze konsekwencje miała polityka Usmana w stosunku do tzw. sawafi, rozległych dawnych ziem królewskich i posiadłości opuszczonych przez właścicieli, znajdujących się na podbitych terytoriach. Zgodnie z tradycją wywodzącą się od Mahometa ta ziemia powinna być podzielona jako łup pomiędzy wojowników, z wyjątkiem jednej piątej przypadającej Prorokowi. Za panowania Umara zdecydowano jednak, że nie zostanie ona podzielona, lecz będzie z niej utworzona własność komunalna (faj) mającą służyć miastom garnizonowym na terenach tych posiadłości. Usman zaczął dysponować tą ziemią całkowicie swobodnie, przyznając m.in. sawafi w Syrii Mu’awiji (661 – 680), kiedy ten zaczął się skarżyć, że nie jest w stanie zapłacić swoim żołnierzom. W Iraku Usman zaczął nadawać ziemię należącą niegdyś do Sasanidów jako ikta.
Historycy różnią się w ocenie działań Usmana w stosunku do sawafi. Według Wellhausena to Umar zapoczątkował politykę jedynie kontynuowaną przez Usmana, nie rozdzielając ziemi pomiędzy wojowników i tworząc faj. Caetani rozwinął tę linię rozumowania, twierdząc, że pierwsze nadania ikta były dokonywane już przez Umara. Przyjmujący argumentację Wellhausena i Caetaniego Della Vida, nie zaprzeczając, że nie da się uwolnić Usmana od zarzutów pewnego nepotyzmu, uważał jednak iż w jego postępowaniu „można także dostrzec świadomą próbę raczej stworzenia własności państwowej, a nie proste dążenie do wzbogacenia swoich krewnych, co było koncepcją całkowicie obcą w stosunku do populistycznej procedury całkowitego podziału łupów wojennych pomiędzy walczących”. Wilferd Madelung w swojej książce „The Succession to Muhammad” odrzuca jednak tego typu rozumowanie, argumentując iż nie ma przekonujących dowodów za tym, że Umar dokonywał nadań ikta, zaś w działaniach Usmana widząc początek procesu przekształcania wspólnej własności gminy muzułmańskiej w pozostającą w podorędziu kalifa ziemię królewską, którą ten może dysponować całkowicie według własnego uznania, co ostatecznie dokonało się za rządów Mu’awiji. Według Madelunga Usman „uważał, że ma prawo do dysponowania w sposób dowolny siłą i bogactwami kalifatu, zgodnie z własnym uznaniem, i całkowicie odrzucał jakąkolwiek krytykę lub ingerencję w stosunku do jego postępowania [...] Usman może się wydawać motywowany głównie przez niemal dziecięcą radość ze znajdowania się na pozycji pozwalającej na obdarowywanie swojej rodziny i rehabilitację tych, którzy zostali ukarani przez Mahometa za ich opozycję w stosunku do islamu. W rzeczywistości jednak działał on, wspierany przez swoich bliskich krewnych, z wielką determinacją i przekonaniem, że ród Umajjadów, jako najważniejszy klan Kurajszytów, posiada szczególne prawo do rządzenia w imię islamu”.
Być może najpoważniejszym źródłem oskarżeń o nepotyzm kierowanych wobec Usmana były jego nominacje namiestników. W roku 645/646 zastąpił on rządzącego Egiptem Amr ibn al-Asa swoim mlecznym bratem Abd Allahem ibn Sadem, który niegdyś jako sekretarz Mahometa został wygnany z Medyny za samowolne zmienianie słów objawienia, o czym „Koran” wspomina w (VI, 93). Wkrótce po nominacji Abd Allaha bizantyńska flota odbiła Aleksandrię, a przewieziona przez nią armia ruszyła w kierunku Fustatu. Dopiero przywrócony na swoje stanowisko Amr pokonał Bizantyńczyków, którzy nie mając poparcia miejscowej ludności zdecydowali się ostatecznie odpłynąć z powrotem do Konstantynopola. Po ustąpieniu zagrożenia Abd Allah natychmiast został ponownie mianowany namiestnikiem. Z Egiptu dokonywał on dalszych podbojów na Zachodzie, zdobywając Trypolitanię i docierając aż do Ifrikijji, zaś w roku 652 doprowadził także do uznania zwierzchnictwa kalifa przez chrześcijańską Nubię. Prawdopodobnie w tym samym 645/646 roku Usman zastąpił będącego namiestnikiem Kufy Sad ibn Abi Wakkasa swoim przyrodnim bratem Al-Walidem ibn Ukbą, który niegdyś został ukarany za znieważenie Mahometa. Al-Walid ibn Ukba okazał się niekompetentny i musiał ustąpić w atmosferze skandalu w roku 650/651. Zastąpił go inny krewny Usmana, Sa'id ibn al-As. W tym samym roku Abu Musa al-Aszari został pozbawiony namiestnictwa Basry, a na jego miejsce został mianowany następny krewny Usmana, Abd Allah ibn Amir, który okazał się zdolnym wodzem i dokończył podbój imperium Sasanidów. W rezultacie tych nominacji, ponieważ jednocześnie Mu’awija cały czas rządził Syrią, w ciągu pięciu lat od objęcia władzy przez Usmana wszystkie stanowiska namiestników zostały obsadzone przez jego krewnych. Także w ocenie tych działań nie ma jednolitego stanowiska wśród historyków, bowiem gdy Madelung dostrzega w tym jedynie nepotyzm mający na celu tylko dobro Umajjadów, to Della Vida stara się w tym widzieć także próbę ujednolicenia polityki rządu i ukrócenia zbytniej samodzielności namiestników poprzez mianowanie ludzi bliskich kalifowi. Także on jednak przyznaje, że polityka ta nie odniosła sukcesu, ponieważ zamiast zapewnić większy wpływ kalifa na namiestników doprowadziła do tego, że „role uległy odwróceniu i to kalif stał się przedmiotem wpływu swoich krewnych”. Muzułmańska tradycja szczególnie zgubny wpływ na kalifa przypisuje Marwanowi ibn al-Hakamowi, który miał być jego najważniejszym prywatnym doradcą i wykorzystał swoją pozycję do odwołania swojego ojca z wygnania, na które skazał go Mahomet.

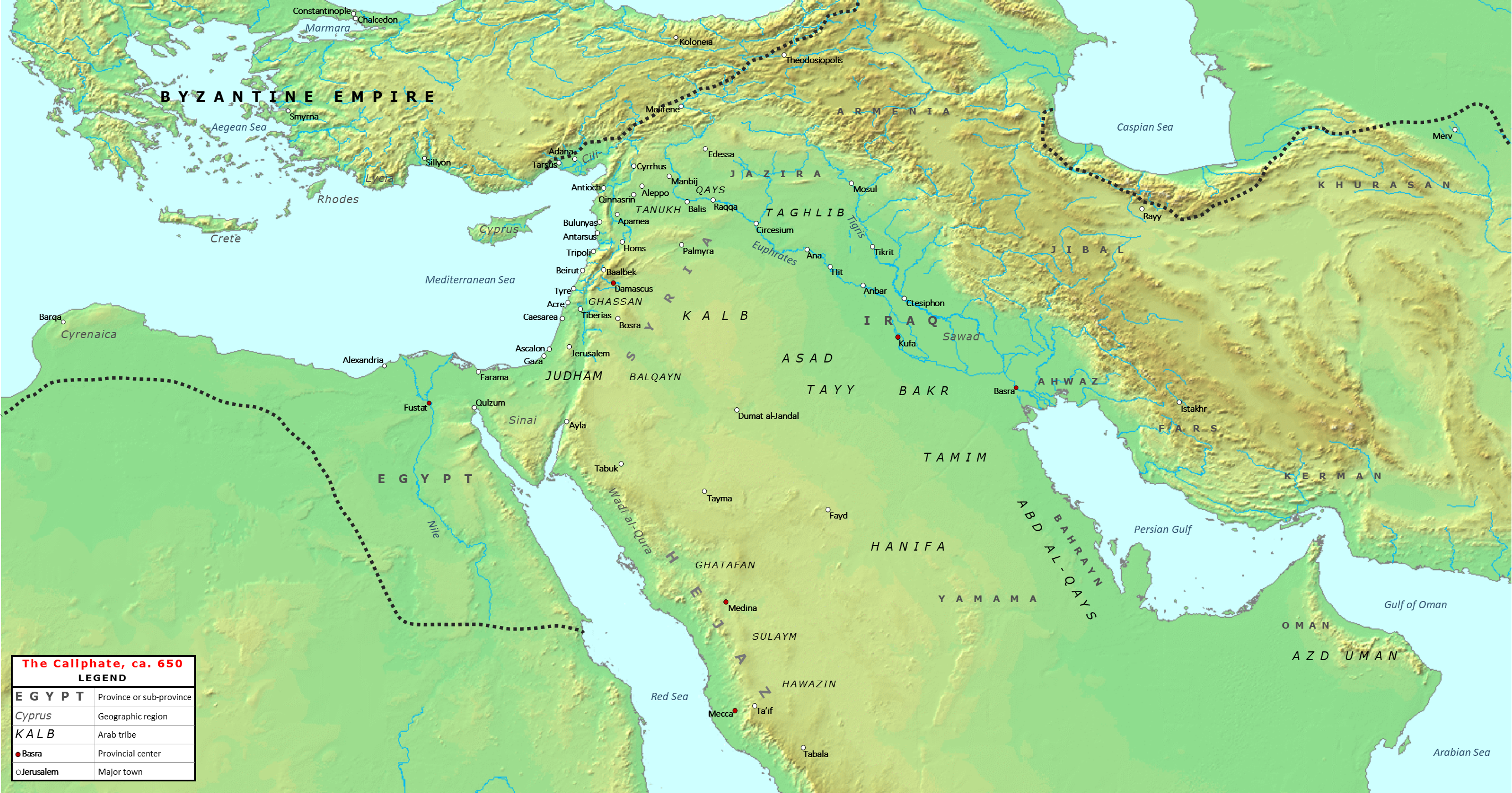
Kalifat ok. roku 650

Imię Usmana w muzułmańskiej tradycji na zawsze pozostanie związane z jego edycją kanonicznej wersji „Koranu”. Miał on zabezpieczyć koraniczny materiał znajdujący się w posiadaniu Hafsy, córki Umara i wdowy po Proroku, oraz utworzyć komitet złożony z dawnego sekretarza Proroka Zajda ibn Sabita oraz trzech innych Kurajszytów. Po pięciu latach prac w roku 651 zredagowano standardową wersję „Koranu”, której kopie Usman miał rozesłać do Basry, Kufy, Damaszku i Mekki, nakazując jednocześnie zniszczyć wszystkie wcześniej istniejące wersje tekstu. Ten ostatni krok, w politycznej atmosferze bardzo już nieprzychylnej Usmanowi, spotkał się z gwałtownymi protestami zwłaszcza recytatorów „Koranu”, którzy jako dotychczasowi strażnicy świętego tekstu cieszyli się ogromnym poważaniem i politycznymi wpływami, podczas gdy teraz to kalif stał się jedynym depozytariuszem objawienia. Jeden z najbardziej szanowanych znawców tekstu „Koranu”, Ibn Masud, oświadczył wręcz, że jego nowa kanoniczna wersja jest niekompletna i sfałszowana, co według Al-Jakubiego miało doprowadzić do rękoczynów pomiędzy nim a Usmanem w meczecie w Kufie. Ostatecznie Ibn Masud został wygnany do Medyny. Uczeni różnią się w ocenie historyczności tradycyjnej muzułmańskiej narracji zredagowania „Koranu” przez Usmana. „Niektórzy widzą w nim kogoś kto ustalił, z pobożną pieczołowitością, textus receptus ne varietur Koranu; inni uważają go za półlegendarną figurę muzułmańskiej historii zbawienia”.
Za panowania Usmana kontynuowano politykę podbojów, chociaż na mniejszą skalę niż za rządów jego poprzednika. Powyżej wspomniano już o wyprawach do Trypolitanii i Nubii. W roku 651 został zamordowany Jezdegerd III (632 – 651), ostatni szach z rodu Sasanidów, co oznaczało ostateczny upadek dynastii. Mu’awija w Syrii zbudował flotę i w roku 649 zdobył Cypr, by następnie w roku 654 splądrować Rodos, zdobyć Kos i napaść na Kretę. W roku 655 Arabowie pokonali flotę bizantyńską dowodzoną przez cesarza Konstansa II (641 – 668) w tzw. Bitwie Masztów. W roku 652 zakończono podbój Armenii. Te podboje przynosiły jednak mniejsze łupy niż poprzednio, dotyczyły bowiem odleglejszych i biedniejszych regionów. Wyjątkiem był Chorasan, którego zdobycie przyniosło ogromne łupy, przede wszystkim wojownikom stacjonującym w Basrze, która miała do końca pozostać wierna Usmanowi.
Usman dopuścił do tego, by do wojsk stacjonujących w Iraku i Egipcie napłynęło zbyt wielu beduinów, którzy zachęceni perspektywą uzyskania łupów chcieli wziąć udział w podbojach. Nowe zdobycze nie wystarczały jednak na pokrycie kosztów opłacenia powiększającej się liczby wojowników, szczególnie w sytuacji, gdy źle zarządzane prowincje dostarczały coraz mniej dochodów z podatków (wyjątkiem była sprawnie rządzona przez cały ten okres Syria Mu’awiji). W tej sytuacji coraz bardziej powiększał się kontrast pomiędzy żyjącą w luksusie elitą kalifatu, a prowadzącymi trudne i niebezpieczne życie wojownikami. Największe niezadowolenie panowało w Egipcie, gdzie Abd Allah ibn Sad obiecał znaczniejszy udział w łupach nowo przybyłym plemionom, co oburzyło te, które brały udział w podbojach już wcześniej. Bardzo nieprzychylne Usmanowi nastroje panowały także w Iraku, szczególnie w prowincji Kufa, gdzie wszelkie znaczenie stracili ludzie kolektywnie zarządzający ziemią skarbu państwa, gdy ta została rozdana pomiędzy zauszników i krewnych kalifa.

### Upadek
Muzułmańska tradycja dzieli kalifat Usmana na dwa okresy o równej długości, najpierw sześciu lat dobrych rządów, po których miało nastąpić sześć lat bezprawia i anarchii. Zmiana w sposób symboliczny jest reprezentowana przez utratę pieczęci Proroka, którą, zgodnie z legendą, Usman upuścił do studni Aris w 30 roku hidżry. W rzeczywistości jednak zarzuty kierowane w stosunku do Usmana wiążą się z działaniami podejmowanymi przez niego od początku jego panowania i nie da się go podzielić w ten sposób. To w roku 650/651 ogólne niezadowolenie z rządów Usmana zaczęło objawiać się w otwarty sposób. Początkowo kalif wszedł w konflikt z kilkoma towarzyszami Proroka, którzy wywodzili się z nizin społecznych, ale byli powszechnie szanowani ze względu na swoją pobożność. Doszło wówczas m.in. do starcia z Ibn Masudem. Jako pierwszy publiczny protest miał jednak podnieść znany z ascetyzmu Abu Zarr al-Ghifari, który skrytykował rozrzutność Mu’awiji budującego swój pałac w Damaszku. Na żądanie Mu’awiji Abu Zarr został przeniesiony do Medyny, ponieważ jednak tam kontynuował swoją agitację, został ostatecznie wygnany do Ar-Rabadha, na pustynię, gdzie zmarł w roku 652. Inny towarzysz Mahometa, Ammar ibn Jasir, miał przyłączyć się do publicznego protestu, jaki Ali urządził w meczecie przeciwko rozdzielaniu przez Usmana ziemi należącej do faj. Usman nie mógł nic zrobić Alemu, nakazał jednak pobicie Ammara aż do nieprzytomności. Traktując w ten sposób tych towarzyszy Usman zniechęcił do siebie plemię Abu Huzajl, do którego należał Ibn Masud, plemię Ghifar, do którego należał Abu Zarr, oraz potężny ród Machzum, którego konfederatem (halif) był Ammar. Jego postępowanie doprowadziło także do protestów niektórych z najbardziej wpływowych towarzyszy Proroka, na czele z Alim, który miał stanąć w obronie Ibn Masuda, publicznie solidaryzować się z Abu Zarrem i interweniować w sprawie Ammara. Ali wielokrotnie występował przeciwko Usmanowi w trakcie jego kalifatu, przede wszystkim oskarżając go o różnorakie naruszenia zasad religijnych. Spośród dawnych członków szury najbardziej zatwardziałym wrogiem Usmana był jednak Talha, który od początku zdawał się kwestionować jego wybór, by następnie krytykować go przy różnych okazjach i ostatecznie wysyłać do prowincji listy wzywające do buntu. Także A’isza miała się ująć za Ibn Masudem, a po pobiciu Ammara publicznie oskarżyć Usmana o sprzeniewierzenie się sunnie Proroka. Według Al-Jakubiego źródłem niezadowolenia A’iszy z Usmana miała być obniżka jej pensji do wysokości takiej samej jak innych wdów po Mahomecie. Najprawdopodobniej A’isza napisała również listy do prowincji zachęcające do rebelii przeciwko Usmanowi, chociaż po jego śmierci miała temu zaprzeczać. W różnych sytuacjach agitował przeciwko Usmanowi także Amr ibn al-As, który nie mógł się pogodzić z utratą namiestnictwa Egiptu.
Jako pierwsi w roku 655 bunt podnieśli mieszkańcy Kufy działający pod przywództwem Malika al-Asztara. Rebelianci przywrócili rządy dawnego namiestnika Abu Musy al-Aszariego i Usman zdecydował się uznać ten fakt, w zamian za formalne zakończenie buntu. Ta decyzja jednak wcale nie uspokoiła nastrojów w kalifacie, lecz wręcz przeciwnie, stworzyła groźny precedens na przyszłość. Niedługo potem wybuchł bunt w Egipcie, gdzie przeciwko kalifowi agitował jego przybrany syn Muhammad ibn Abi Huzajfa i syn Abu Bakra Muhammad. Ta rebelia była wspierana przez pozostającego w Palestynie Amr ibn al-Asa. W kwietniu 656 roku kilkuset Egipcjan pod wodzą niejakiego Abd ar-Rahmana ibn Udajsa wyruszyło do Medyny pod pozorem odbycia pielgrzymki mniejszej (umr). Gdy znaleźli się oni dzień drogi od Medyny Usman poprosił o negocjowanie z buntownikami w jego imieniu Alego i szanowanego przedstawiciela ansarów Muhammada ibn Maslamę. Ali, który z jednej strony znany był ze swojej krytyki wobec Usmana, zaś z drugiej był z nim jednak spokrewniony ze względu na wspólne pochodzenie od Abd Manafa, wydawał się idealnym kandydatem na mediatora. W międzyczasie rebelianci dotarli do Medyny i kilku z nich spotkało się z kalifem, pomimo że ten początkowo odmówił ich przyjęcia. Decydującą rolę w ich spacyfikowaniu miało jednak odegrać oświadczenie Muhammada ibn Maslamy, który obiecał Abd ar-Rahmanowi, że kalif całkowicie zmieni swoją politykę. Usman w wygłoszonej w trakcie trwania negocjacji chutbie przyznał się do popełnienia błędów, ogłosił swoją skruchę przed Bogiem i zaprosił plemiennych arystokratów (aszraf), by odwiedzili go i przedstawili swoje poglądy. Zgodnie ze świadectwem Abd ar-Rahmana ibn al-Aswada kalif miał także obiecać odsunięcie Marwana i jego krewnych. W tej sytuacji usatysfakcjonowani zapewnieniami Usmana Egipcjanie udali się w drogę powrotną.
Po odejściu Egipcjan Usman miał jednak niemal natychmiast pożałować swojej skruchy, Marwan wraz z innymi Umajjadami przekonali go bowiem, że było to niedopuszczalne okazanie słabości. Pomimo wcześniejszych obietnic nie przyjął nikogo spośród tych, którzy chcieli zaoferować mu swoją radę, a ostatecznie wysłany przez niego Marwan miał w niewybrednych słowach wezwać zebranych ludzi do powrotu do domu. Kolejna chutba Usmana została przerwana przez okrzyki tłumu i nieprzytomny kalif musiał zostać zaniesiony do pałacu. Tymczasem Egipcjanie zawrócili do Medyny po tym jak przypadkiem przechwycili list Usmana nakazujący Abd Allahowi ibn Sadowi uwięzienie przywódców rebelii po ich powrocie. Muhammad ibn Maslama zapewnił buntowników, że kalif nie mógł wysłać tego listu, ci jednak odpowiedzieli, iż to jeszcze pogarsza sytuację, bowiem w takim razie musi stać za tym Marwan, co świadczy o tym, że to on, a nie Usman, podejmuje właściwe decyzje. W trakcie spotkania z Usmanem Egipcjanie pominęli jego kalifacki tytuł i pomimo tego, że Usman zapewnił ich, iż list jest fałszywy to nie osiągnięto porozumienia. Egipcjanie rozpoczęli oblężenie pałacu Usmana, domagając się spełnienia swoich wcześniejszych żądań, w szczególności odwołania wygnanych, wypłaty środków poszkodowanym i zgodnego z prawem religijnym rozdzielania chumsy i zakatu. Oblężenie początkowo miało pokojowy charakter i pozwalano na swobodne odwiedzanie pałacu, ponieważ buntownicy liczyli na to, że Usman przystanie na ich warunki. Ten jednak nie zamierzał ustępować, czemu dał wyraz w publicznym liście, twierdząc, że zrealizował wszystko co wcześniej obiecał buntownikom, a ich żądania de facto sprowadzają się do bezprawnego domagania się jego ustąpienia z kalifackiego urzędu. Jest faktem, że żądania ścisłej odpłaty za wszystkie przypadki pobicia, wygnania i uwięzienia dokonane przez Usmana były nierealistyczne i w zaistniałej sytuacji oznaczały próbę zmuszenia go do abdykacji.
Podczas gdy Talha wziął udział w oblężeniu, Ali starał się zachować neutralność, interweniując na korzyść Usmana jedynie wtedy, gdy oblegający zablokowali dostawy wody dla pałacu. A’isza, prawdopodobnie przewidując, że oblężenie zakończy się śmiercią kalifa i nie chcąc być wiązana z tym faktem, oddaliła się z Medyny pod pretekstem odbycia mniejszej pielgrzymki do Mekki. Usman starał się zebrać po swojej stronie jak najwięcej szanowanych muzułmanów, stąd m.in. uczynił nominalnym dowódcą swoich sił syna Zubajra Abd Allaha, a wśród jego obrońców miał znaleźć się także syn Alego Hasan oraz Abu Hurajra. Pomimo tego, że obie strony długo starały się nie dopuścić do rozlewu krwi innych muzułmanów 16 czerwca 656 roku jeden z oblegających, głośno wzywający do ustąpienia kalifa, został zabity przez wyzwoleńca Marwana, który spuścił na niego kamień. Kiedy Usman odmówił wydania mordercy, wymawiając się tym, że nie zna jego tożsamości, następnego dnia oblegający przystąpili do szturmu. Usman zakazał walki swoim siłom, jednak niektórzy, w tym m.in. Marwan i Sa’id ibn al-As, nie wykonali tego rozkazu. Ta dwójka miała następnie zostać poważnie ranna. To Muhammad ibn Abi Bakr miał zabić Usmana, jednakże „nie jest jasne czy to on zadał ostateczny cios, lub czy był to ktoś inny; tradycja cytuje kilka imion i jest czymś oczywistym, że od samego początku kwestia ta była niejasna”. Jak pisze Danuta Madeyska „tradycja nie omieszkała przedstawić budującego obrazu, zgodnie z którym Usman umarł godnie, recytując „Koran”.

## Dziedzictwo

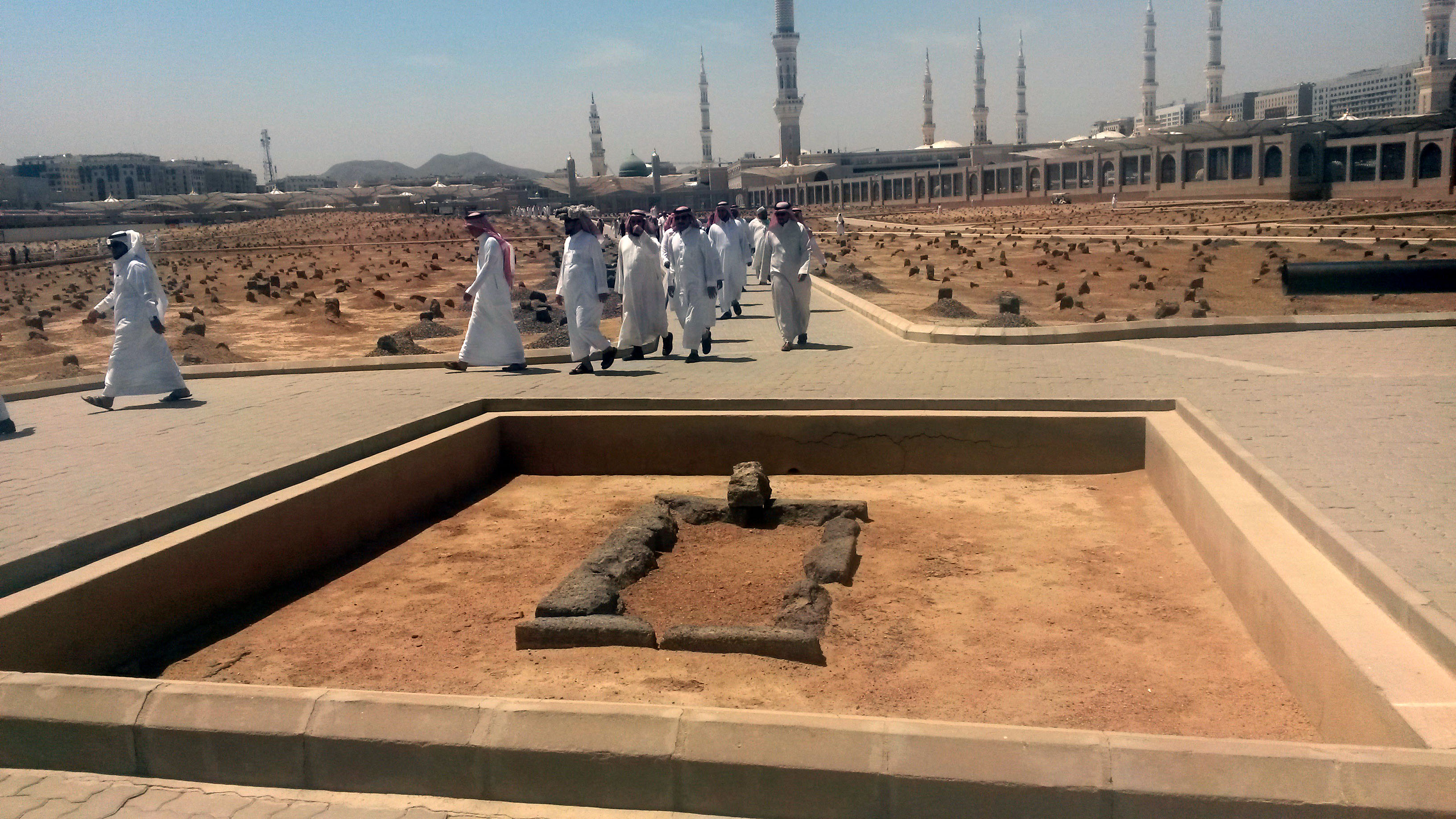
Grób Usmana na cmentarzu Baki

Gwałtowna śmierć trzeciego kalifa stanowiła szok dla ówczesnych wyznawców islamu, bowiem pierwszy raz muzułmanin zabił innego muzułmanina w otwartym konflikcie. „Odtąd wszelka polityczna jedność islamu przestała istnieć, a wkrótce to samo stało się z jednością religijną, która ustąpiła miejsca okresowi wojen domowych i schizm. Kalifat Usmana i jego krwawy koniec wyznaczył punkt zwrotny w historii islamu i przyznał trzeciemu kalifowi znaczenie oczywiście nie zasłużone przez jego w rzeczywistości raczej przeciętną osobowość”. Bycie muzułmaninem musiało odtąd zawierać w sobie określony stosunek do osoby Usmana. Niezwłocznie po jego śmierci pojawiła się tzw. Usmanijja, doktryna zgodnie z którą, rebelianci nie mieli prawa zabić kalifa, gdyż był on legalnym władcą. Według zwolenników Usmanijji mordercy Usmana powinni zostać osądzeni, a nowy kalif powinien zostać wybrany przez szurę, co oznaczało odrzucenie kalifatu Alego jako uwikłanego w morderstwo Usmana lub będącego przy władzy bez uzyskania zgody muzułmańskiej społeczności. Początkowo wszyscy muzułmanie, którzy nie popierali Alego (tj. nie byli szyitami) lub nie zostali charydżytami, musieli być zaliczani do Usmanijji. W pierwszej fitnie Usmanijja była reprezentowana z jednej strony przez A’iszę, Talhę i Zubajra, a z drugiej przez Mu’awiję. Jedność wśród adherentów Usmanijji załamała się, kiedy Abd Allah ibn az-Zubajr zakwestionował sukcesję po Jazidzie (680 – 683). W trakcie drugiej fitny, gdy źródła mówią o Usmanijji, zazwyczaj mają na myśli Umajjadów, którzy byli krewnymi Usmana. Większość muzułmanów akceptowała Mu’awiję i Jazida jako następców Usmana i deklarowała się jako ala din usman, Mu’awija lub jazid, odrzucając jednocześnie Alego i charydżytów. Czasami zwolennicy Umajjadów byli nazywani po prostu szi’at usman (stronnictwo Usmana).
Po przejęciu władzy przez marwanidzką gałąź Umajjadów kroniki przestały nazywać umajjadzkich lojalistów Usmanijja. Odtąd termin ten zaczął oznaczać zwolenników doktryny istnienia trzech kalifów prawowiernych, z wykluczeniem Alego, który miał być niegodny tego tytułu jako przelewający krew muzułmanów. Do jej zwolenników należeli m.in. Abd Allah ibn Umar, Sufjan as-Sauri, Malik ibn Anas oraz Ahmad ibn Hanbal. Związani z Usmanijją tradycjonaliści twierdzili, że wraz ze śmiercią Usmana zakończyła się przywódcza rola kalifów w kwestiach religijnych, a religijna wiedza uległa rozproszeniu wśród muzułmańskiej społeczności. Usmanijja ostatecznie została zaabsorbowana przez sunnizm wraz z rozpowszechnieniem się doktryny czterech kalifów prawowiernych. W X wieku imamici uznali publiczne przeklinanie trzech pierwszych kalifów za element ich religijnej praktyki, zaś w roku 1018 kalif Al-Kadir (991 – 1031) wydał dekret, zgodnie z którym każdy muzułmanin powinien czcić pierwszych czterech kalifów. W ten sposób doszło do ostatecznego wzajemnie wykluczającego się zdefiniowania sunnizmu i szyizmu.